# Constitution monégasque de 1911
Pour les articles homonymes, voir Constitution de Monaco.
Lire en ligne

Legimonaco : 

Constitution de 1962
La constitution monégasque de 1911 est la norme juridique suprême qui régit la principauté de Monaco de 1911 à 1962.
Le prince Florestan Ier de Monaco tente vainement d'établir une charte en 1848 mais la sécession de Menton et Roquebrune dans le contexte des révolutions européennes de cette année ne le lui permet pas. La première constitution est octroyée par le prince Albert Ier le 5 janvier 1911 à la suite de la révolution monégasque, créant ainsi le Conseil national, chambre des représentants du peuple. Elle met ainsi un terme à la monarchie absolue et institut une monarchie constitutionnelle et parlementaire.
La constitution est remplacée par la constitution du 17 décembre 1962.

## Contexte historique

### Régime princier absolu avant 1911
Avant 1911, le prince gouvernait la principauté de manière absolue, selon une vision paternaliste, ou, lorsque le Souverain n'était pas en Principauté, cette fonction exécutive était confiée à un gouverneur général (lequel sera remplacé par un Ministre d'État), assisté par un Conseil d'État.
En juillet 1909, un embryon de gouvernement fut établi, par la création d'un Conseil supérieur de Gouvernement, mais, néanmoins, ce dernier demeurait dominé par la voix prépondérante du gouverneur général.
L'exercice de la fonction législative n'était à l'époque qu'entre les mains du Prince, lequel légiférait par ordonnances souveraines.
Par ailleurs, l'existence d'une Commission communale n'impliquait pas pour autant des mécanismes de désignation démocratiques pour ses membres, dans la mesure où ils étaient directement nommés par le monarque.
Si l'absence d'institutions démocratiques en Principauté avait – au cours du XIXe siècle – été justifiée en raison de « l'exigüité du territoire et de la modicité de sa population », l'émergence d'une classe sociale nouvelle coïncida avec sa volonté d'avoir son mot à dire dans la conduite des affaires publiques.

### Revendications populaires des années 1910
L'émergence d'une élite locale monégasque au début du XXe siècle eu pour effet d'inquiéter la haute administration de nationalité française en Principauté, qui vit d'un mauvais œil les revendications de nationaux alors extrêmement minoritaires dans leur propre pays.
Néanmoins, le 26 avril 1909 naquit le premier mouvement politique de l'histoire de Monaco : le Comité monégasque. Regroupés en son sein derrière des figures telles que l'avocat Suffren Reymond ou encore l'architecte Eugène Marquet, ces notables monégasques commencèrent à porter leurs revendications : 
1. la réforme du champ municipal (modification du fonctionnement et extension des attributions de la Commission communale)
2. la reconnaissance de libertés fondamentales (liberté de la presse, de réunion)

Le 6 mars 1910, une assemblée populaire regroupant près de 800 personnes adopta un cahier de doléances, remis au Prince Albert Ier. Le Souverain y répondit par une série d'ordonnances souveraines en mai et juin 1910, qui permirent l'élection des membres de la Commission communale (excepté le Maire et son premier adjoint) par les monégasques (7 mai), et qui reconnurent la liberté de réunion (31 mai) et de la presse (3 juin).

### Entrée sous pression dans le constitutionnalisme
Le point de rupture intervient en mai 1910, lorsqu’un courrier du Comité monégasque est adressé au président du Conseil français, Aristide Briand. Dans cette lettre, les réformateurs critiquent la création d'une commission franco-monégasque exclusivement composée de fonctionnaires français. Cette initiative du Comité entraînera sa dissolution le 24 mai 1910 par le Prince Albert Ier.
Suite à une rencontre manquée entre le Prince et les réformateurs à Paris, Albert Ier s'en remit à son fils le Prince héréditaire Louis II pour recevoir les élus municipaux au Palais. Lors de cette entrevue, il les informe qu'un régime constitutionnel leur sera prochainement octroyé.
Lorsqu'il reçut quatre délégués monégasques à Paris le 16 novembre 1910, le Prince Albert Ier les informa qu'il ne comptait pas sur eux pour la rédaction du texte constitutionnel, mais qu'il s'appuierait sur « des experts compétents et sûrs », en les personnes de Louis Renault, professeur de droit et juriste internationaliste, André Weiss, universitaire, et Jules Roche, ancien ministre : trois jurisconsultes de nationalité française.

## Élaboration et nature juridique

### Élaboration unilatérale
Les jurisconsultes – spécialisés en droit international – de la Commission de rédaction fournirent dès décembre 1910 un projet au Prince Albert Ier. Cependant, les délégués populaires ne découvrirent (4 janvier 1911) le texte constitutionnel uniquement à l'achèvement de ce dernier, ce qui démontre d'une volonté claire du Souverain de conserver l'intégralité du pouvoir constituant entre ses mains, à l'image du terme d'octroi du texte, qui relève ainsi d'une volonté unilatérale du monarque (comme pour les Chartes constitutionnelles de 1814 et de 1830 en France).
Ce procédé de révélation du texte, eu pour effet – dans la mesure où aucune des revendications populaires ne fût retrouvée dans les travaux des jurisconsultes – de frustrer bon nombre de sujets monégasques, qui, impuissants, ne pouvaient que constater leur place très relative dans ce nouveau régime politique.

### Négation d'unfait nationalmonégasque
Après avoir recensé la population monégasque et avoir constaté la minorité que représentaient les monégasques sur leur propre sol, les juristes français écartèrent toute possibilité d'établir à Monaco un régime de type parlementaire. Arguant que la souveraineté de Monaco résidait exclusivement dans la personne de son seigneur devenu Prince, ils refusèrent d'accorder des droits politiques au peuple monégasque, et ce, en faisant fi des liens qui l'unissait avec son Souverain.

## Contenu

### Organisation du texte
La Constitution du 5 janvier 1911 se compose de 57 articles, répartis en sept titres. Est rappelé dans le préambule de cette dernière que sa promulgation relève du « libre exercice de l'autorité souveraine » du Prince, ce qu'affirme formellement l'octroi de ce texte.
L'article premier souligne la nécessité pour un État indépendant de posséder une Constitution, et l'article 2 réaffirme l'autorité princière.

### Innovations
Les articles 3 et 4 consacrent la création d'un domaine public (inaliénable et imprescriptible) et d'un budget public, lesquels correspondaient auparavant au domaine et budget princier.
Par ailleurs, les dix articles du titre II (Les droits publics) de la Constitution énoncent un certain nombre de droits fondamentaux reconnus aux monégasques, tels que l'égalité devant la loi des monégasques (art. 5), la liberté d'opinion et des cultes (art. 10), ainsi que la liberté de réunion (art. 12).

#### Fondation d'un État de droit
L'article 14 consacre la création d'un Tribunal Suprême, alors chargé de veiller au respect des libertés et droits fondamentaux reconnus au titre II de la Constitution. Par cette innovation envergure, la Principauté de Monaco devient le premier État au monde à créer une Cour constitutionnelle par sa Constitution. En effet, c'est la jurisprudence par l'arrêt Marbury v. Madison (1803) et non pas la Constitution de 1787 qui a conféré à la Cour suprême des États-Unis sa compétence constitutionnelle. De la même manière, l'activité du Tribunal d'Empire d'Autriche-Hongrie de 1867 consistait principalement à régler les conflits de compétence entre les États fédérés et les juridictions impériales. Ce Tribunal Suprême pouvait alors être saisi par tout justiciable, bien que dans les faits, il ne sera effectif qu'en 1924.

#### Formalisation de la fonction exécutive
En outre, le Ministre d'État remplace le Gouverneur général à la tête du Gouvernement, qu'il préside avec voix prépondérante. Ce dernier conduit les relations internationales, dispose de la force publique et préside le Conseil d'État (art. 16). Le Conseil d'État est une instance composée de sept membres chargée de préparer et de soumettre les actes juridiques (les plus importants) au Prince.
Le Conseil de gouvernement était quant à lui composé de trois membres nommés par le Prince (intérieur, finances, travaux publics).

#### Réforme de la fonction législative
La fonction législative demeure désormais partagée (art. 21) entre le Prince et un Conseil National alors composé de 21 membres élus pour 4 ans au suffrage universel masculin, hormis le président et le vice-président, lesquels sont nommés par le Prince (art. 23). Le Prince possède la seule initiative législative (art. 30), bien que le Conseil National puisse lui demander de proposer des textes (propositions de loi) sur un sujet déterminé (art. 31). Le Souverain peut également dissoudre l'assemblée après avis du Conseil d'État (art. 27) et s'adresser aux conseillers nationaux via des messages (art. 28).
Est reconnue au Conseil National une compétence en matière budgétaire (art. 33, 35 et 36) et en matière de levée d'impôts directs – matière dans laquelle il possède l'initiative – (art. 32).
Enfin, le Prince promulgue et sanctionne les lois (art. 30).

## Structure
| Hiérarchie | Subdivision             | Intitulé                                   |
| ---------- | ----------------------- | ------------------------------------------ |
| 0          | Préambule               | Préambule                                  |
| 1          | Titre I                 | « Le prince, le territoire, le domaine »   |
| 1.1        | Article 1               | État indépendant                           |
| 1.2        | Article 2               | Souveraineté du prince                     |
| 1.3        | Article 3               | Domaine public                             |
| 1.4        | Article 4               | Financement et dépenses de la principauté  |
| 2          | Titre II                | « Les droits publics »                     |
| 2.1        | Article 5               | Égalité devant la loi et nationalité       |
| 2.2        | Article 6               | Liberté individuelle                       |
| 2.3        | Article 7               | Principe de légalité des peines            |
| 2.4        | Article 8               | Inviolabilité du domicile                  |
| 2.5        | Article 9               | Droit de propriété                         |
| 2.6        | Article 10              | Libertés de religion et d'opinion          |
| 2.7        | Article 11              | Non-obligation religieuse                  |
| 2.8        | Article 12              | Liberté de réunion                         |
| 2.9        | Article 13              | Droit de pétition                          |
| 2.10       | Article 14              | Tribunal Suprême                           |
| 3          | Titre III               | « Le gouvernement »                        |
| 3.1        | Article 15              | Ministre d'État et Conseil de gouvernement |
| 3.2        | Article 16              | Fonctions du Ministre d'État               |
| 3.3        | Article 17              | Composition du Conseil de gouvernement     |
| 3.4        | Article 18              | Chambres et Comités techniques             |
| 4          | Titre IV                | « Le Conseil d'État »                      |
| 4.1        | Article 19              | Composition du Conseil d'État              |
| 4.2        | Article 20              | Attributions du Conseil d'État             |
| 5          | Titre V                 | « Le pouvoir législatif »                  |
| 5.1        | Article 21              | Exercice du pouvoir législatif             |
| 5.2        | Article 22              | Composition du Conseil national            |
| 5.3        | Article 23              | Bureau du Conseil national                 |
| 5.4        | Article 24              | Règlement intérieur                        |
| 5.5        | Article 25              | Sessions ordinaires                        |
| 5.6        | Article 26              | Clôture et sessions extraordinaires        |
| 5.7        | Article 27              | Dissolution                                |
| 5.8        | Article 28              | Messages princiers                         |
| 5.9        | Article 29              | Présence du gouvernement                   |
| 5.10       | Article 30              | Initiative et promulgation des lois        |
| 5.11       | Article 31              | Proposition de loi par le Conseil national |
| 5.12       | Article 32              | Contribution directe                       |
| 5.13       | Article 33              | Dépenses soumises au Conseil national      |
| 5.14       | Article 34              | Crédits et fonds de réserve                |
| 5.15       | Article 35              | Crédits aux conseils communaux             |
| 5.16       | Article 36              | Ordonnance en cas de non-vote du budget    |
| 6          | Titre VI                | « Les communes »                           |
| 6.1        | Article 37              | Division territoriale                      |
| 6.2        | Article 38              | Composition du corps municipal             |
| 6.3        | Article 39              | Élection des conseillers communaux         |
| 6.4        | Article 40              | Sessions ordinaires                        |
| 6.5        | Article 41              | Sessions extraordinaires                   |
| 6.6        | Article 42              | Dissolution des conseils communaux         |
| 6.7        | Article 43              | Délégation spéciale                        |
| 6.8        | Article 44              | Présidence du Conseil communal             |
| 6.9        | Article 45              | Délibérations communales                   |
| 6.10       | Article 46              | Matières délibérées                        |
| 6.11       | Article 47              | Budget communal                            |
| 6.12       | Article 48              | Élection du maire et de l'adjoint          |
| 6.13       | Article 49              | Fonctions du maire                         |
| 6.14       | Article 50              | Crédits au maire                           |
| 6.15       | Article 51              | Mandats de paiement                        |
| 6.16       | Article 52              | Comptes de gestion                         |
| 6.17       | Article 53              | Inaction du maire                          |
| 6.18       | Article 54              | Suspension et révocation                   |
| 6.19       | Article 55              | Maintien d'ordonnances antérieures         |
| 6.20       | Article 56              | Dispositions électorales                   |
| 7          | Titre VII               | « La justice »                             |
| 7.1        | Article 57              | Organisation judiciaire                    |
| 7.2        | Article 58              | Composition du Tribunal suprême            |
| 8          | Disposition générale    | Disposition générale                       |
| 9          | Disposition transitoire | Disposition transitoire                    |